# آوه ۱
آوه ۱ یک اندیس فلزی است که در حوالی شهر لنکران استان قزوین قرار دارد و مادهٔ معدنی موجود در آن، مس است.سنگ میزبان این اندیس آندزیت است  در این اندیس، پاراژنز‌های مالاکیت، آزوریت، کالکوسیت، کوارتز یافت می‌شوند.